# Геркінорин
Геркінорин (англ. Herkinorin) — опіоїдний анальгетик, який є аналогом природної психоактивної речовини сальвінорину А. Він був виявлений у 2005 році під час дослідження взаємозв'язку структура-активність неоклероданових дитерпенів, родини хімічних сполук, однією з яких є сальвінорин А.
На відміну від сальвінорину А, який є селективним агоністом κ-опіоїдних рецепторів без значної спорідненості з μ-опіоїдними рецепторами, геркінорин є переважно агоністом μ-опіоїдних рецепторів. Порівняно з сальвінорином А, геркінорин має в 47 разів нижчу спорідненість до κ-опіоїдних рецепторів (Ki = 90 нМ проти Ki = 1,9 нМ) і принаймні в 25 разів вищу спорідненість до μ-опіоїдних рецепторів (Ki = 12 нМ проти Ki >1000 нМ), для яких він є повним агоністом (IC 50 = 0,5 мкМ, E max = 130 % у порівнянні з DAMGO). Геркінорин є напівсинтетичною сполукою, похідним сальвінорину В, який найчастіше добувають з сальвінорину А шляхом деацетилювання, оскільки, хоча і сальвінорин А, і сальвінорин В містяться в рослині Salvia divinorum, сальвінорин А містяться в ньому в більшій кількості.
Дослідження на приматах показало, що він діє периферично як агоніст μ- і κ-опіоїдних рецепторів із швидким початком дії. Дослідження не виявило жодних доказів центральної активності геркінорину в приматів, і поставило під сумнів, чи ефект геркінорину пов'язаний повністю з периферичною дією. На відміну від більшості агоністів μ-опіоїдних рецепторів, геркінорин не сприяє залученню β-аррестину-2 до внутрішньоклітинного домену μ-опіоїдного рецептора або індукуванню інтерналізації рецептора. Це означає, що геркінорин може не спричинювати толерантності та залежності так само, як інші опіоїди, хоча спостерігався певний розвиток толерантності через інші механізми, а деякі інші аналоги, пов'язані з геркінорином, можуть залучати β-аррестини.